# Vegetação pioneira
A vegetação pioneira é um tipo de planta que ocupa clareira natural ou área aberta após a degradação ou desmatamento da vegetação nativa/exótica, em alguns casos ocupa uma região inóspita. Esta vegetação pode favorecer a recuperação do ecossistema.